# Моштень (Вилча)
Моштень, Моштені (рум. Moșteni) — село у повіті Вилча в Румунії. Входить до складу комуни Фринчешть.
Село розташоване на відстані 165 км на північний захід від Бухареста, 17 км на південний захід від Римніку-Вилчі, 84 км на північ від Крайови, 131 км на південний захід від Брашова.

## Населення
За даними перепису населення 2002 року у селі проживали 506 осіб, з них 505 осіб (99,8%) румунів. Рідною мовою 505 осіб (99,8%) назвали румунську.